# The Night the World Exploded

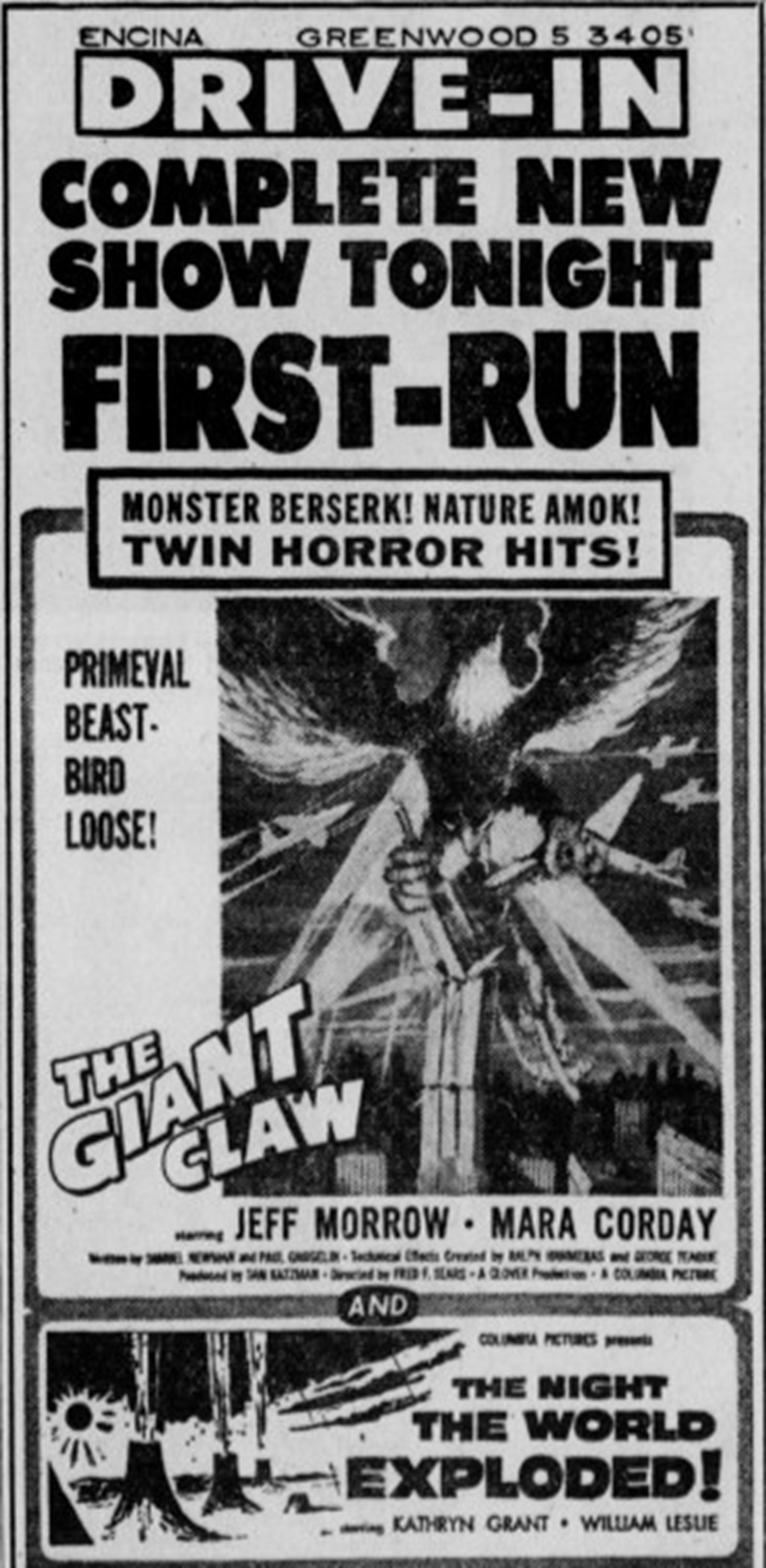
Annonce pour le film dans le Santa Cruz Sentinel.

The Night the World Exploded est un film américain de science-fiction réalisé par Fred F. Sears, sorti en 1957.

## Synopsis
Une équipe scientifique composée des Dr David Conway, Ellis Morton et Laura Hutchinson a construit une machine capable de prédire les tremblements de terre. Ils prédisent qu'un séisme frappera la Californie dans les prochaines 24 heures. Le gouverneur Cheney et les responsables politiques et de la protection civile de l'État sont sceptiques, mais le séisme a finalement lieu, provoquant d'immenses dégâts dans le nord de l'État. Grâce au soutien et au financement des autorités, l'équipe travaille sur d'autres prédictions et conclut qu'une vague de tremblements de terre est imminente dans et autour du sud-ouest des États-Unis. Ils localisent l'épicentre de la catastrophe imminente dans une zone située sous les grottes de Carlsbad, et descendent à un niveau jusqu'alors inexploré.

## Fiche technique
- Réalisation : Fred F. Sears
- Scénario : Jack Natteford, Luci Ward
- Producteur : Sam Katzman
- Photographie : Benjamin H. Kline, Irving Lippman
- Montage : Paul Borofsky, Al Clark
- Musique : Ross DiMaggio
- Type : Noir et blanc
- Genre : Science-fiction[1],[2]
- Production : Clover Productions
- Pays de production :  États-Unis
- Distributeur : Columbia Pictures
- Durée : 64 minutes
- Date de sortie : juin 1957

## Distribution
- Kathryn Grant : Laura Hutchinson
- William Leslie : Dr. David Conway

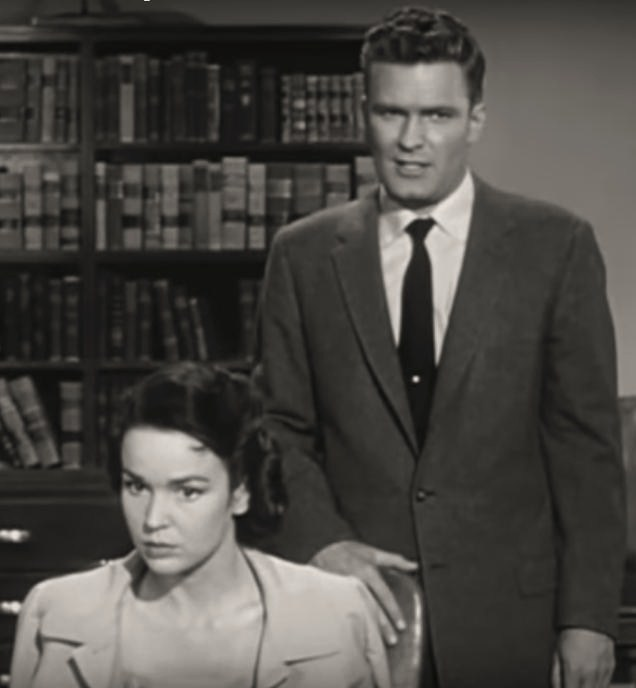
Kathryn Grant et William Leslie dans une scène du film.

- Tristram Coffin : Dr. Ellis Morton
- Raymond Greenleaf : Gov. Chaney
- Charles Evans : General Bortes
- Frank J. Scannell : Sheriff Quinn
- Marshall Reed : l'aide de camp du General
- Fred Coby : Ranger Brown
- Paul Savage : Ranger Gold
- Terry Frost : Chief Rescue Worker
- Lyle Latell : Civil Defense Chief Carson

## Production
Certaines scènes du film ont été tournées dans le Parc national des grottes de Carlsbad au Nouveau-Mexique, ainsi qu'en Californie